# Bronzage

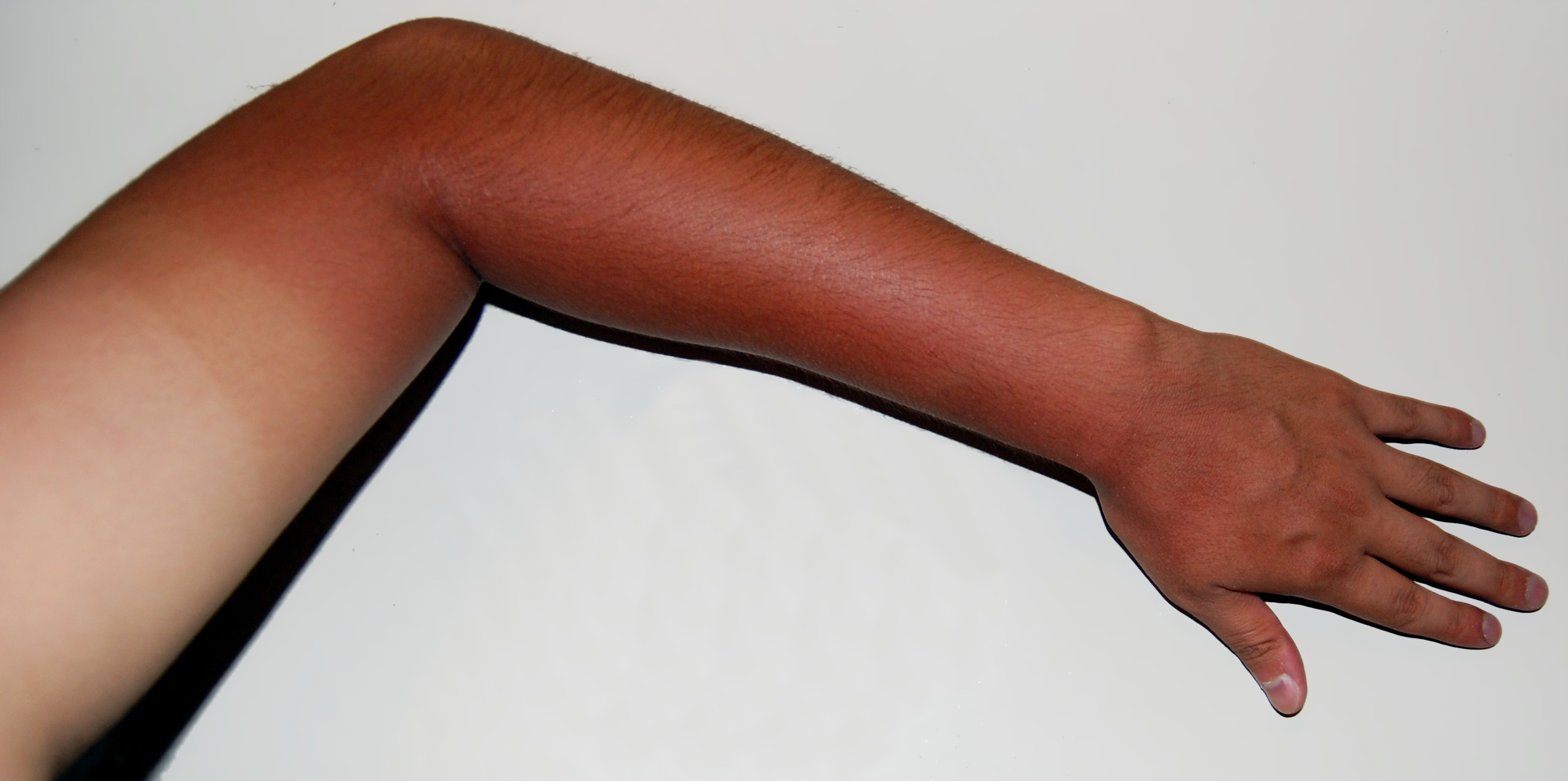
Bronzage d'un bras humain.

Le bronzage est le phénomène de pigmentation par lequel la peau prend une couleur plus foncée en réaction à l'exposition à un rayonnement ultraviolet (UV) d'origine naturelle (comme le Soleil) ou artificielle (lampe à rayons ultraviolets). Cette réaction physiologique permet de renforcer la photoprotection cutanée.
Alors qu'une exposition modérée au soleil peut être bénéfique pour la santé, le bronzage, qui est dû à la production de mélanine par l'épiderme, traduit un mécanisme de défense naturelle en réponse à un excès de rayonnement, lequel peut avoir un effet délétère sur l'ADN des cellules. En effet, une surexposition à ces rayonnements, y compris artificiels, peut engendrer des brûlures (coups de soleil) et à long terme favoriser l'apparition d'un cancer de la peau. Pour une exposition prolongée, l'utilisation d'un produit de protection solaire filtrant les rayons UV s'avère donc indispensable.
Dans les sociétés humaines, le bronzage est perçu différemment suivant les époques et suivant les cultures. Ainsi, jusqu'au XXe siècle dans le monde occidental, le teint clair était valorisé. Mais depuis l'après-guerre, le bronzage est au contraire souvent recherché dans les sociétés occidentales, incitant à l'utilisation de lampes UV ou de produits colorants simulant un teint mat (autobronzant). Inversement, dans d'autres régions du globe, les populations à teint naturellement hâlé ont tendance à valoriser la peau claire, notamment les femmes des nouvelles classes aisées (Afrique, Asie…) qui ont parfois recours à l’éclaircissement de leur peau. Par ailleurs, les individus diffèrent dans leur sensibilité à l'exposition au soleil et dans leur capacité à bronzer, notamment en fonction du type de pigmentation de la peau.

## Histoire et point de vue sociologique

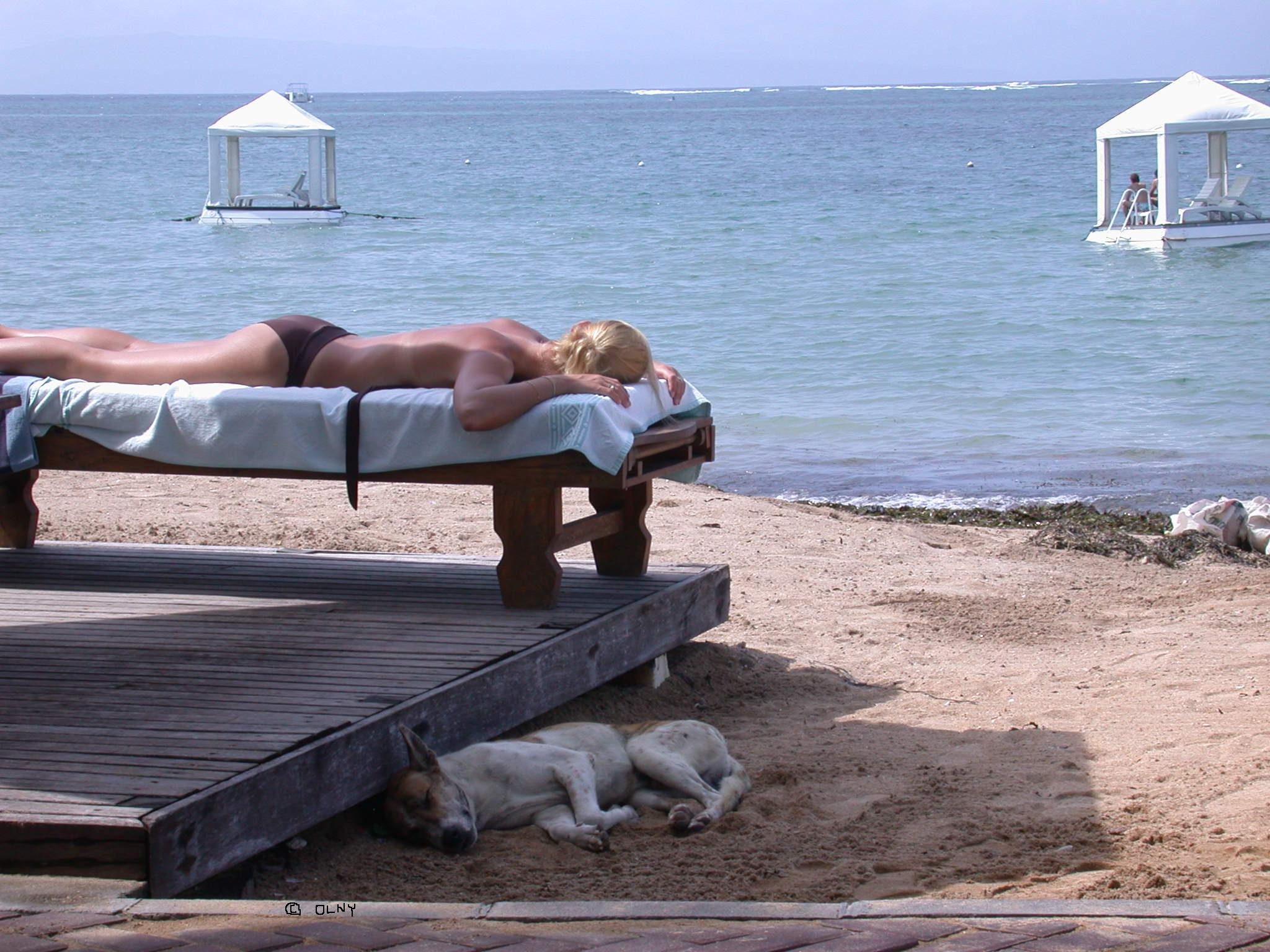
Le bronzage se produit lors d'une exposition régulière au soleil. Cette pratique est aujourd'hui courante, notamment sur les plages.

Pendant l'Antiquité, l'exposition volontaire au soleil, déjà recommandée par Hippocrate, était préconisée dans le cas de l'héliothérapie. Cette pratique médicale était utilisée contre les maladies bactériennes et inflammatoires : la tuberculose sous toutes ses formes, mais aussi les maladies ostéoarticulaires (rhumatisme, arthrose, arthrite, etc.), respiratoires (asthme). On pensait qu'elle avait des vertus microbicide, cicatrisante, analgésique et stimulatrice de l'état général. L'héliothérapie en altitude est repérée dès 1888 par le Dr Paul Pouzet dans la lutte contre la tuberculose. En 1893, le 1er congrès international sur le tuberculose présente les techniques allemandes de sanatorium au monde médical.
Au XIXe siècle, en Occident, la mode pour les classes supérieures préconisait le teint pâle accentué ou rectifié si nécessaire avec un maquillage de poudre de riz. Il s'agissait de se distinguer de la classe laborieuse (cultivateurs, ouvriers du bâtiments, …) qui, exerçant souvent son activité en plein air, avait un teint hâlé.
En Europe du Nord, la mode de la peau claire se maintient jusqu'à la fin de l'époque victorienne. La révolution industrielle développe un monde ouvrier vivant dans les usines et ayant par conséquent un teint clair. L'aristocratie, par contre-coup, retrouve le goût du bronzage avec le développement du tourisme balnéaire : les bains de mer sur les plages excluent le bronzage au départ puis l'intègrent au début du XXe siècle. Certaines pratiques sportives, privilèges des classes aisées, sont également un moyen d'exalter la peau bronzée. Les crèmes de protection solaire, remplaçant les graisses animales qui ont l'inconvénient de rancir, apparaissent en même temps que les grandes industries cosmétiques : Nivea, L'Oréal, où Eugène Schueller, agacé par ses coups de soleil lorsqu'il navigue sur son voilier l'Edelweiss en Bretagne, demande aux chimistes d'inventer une huile solaire.

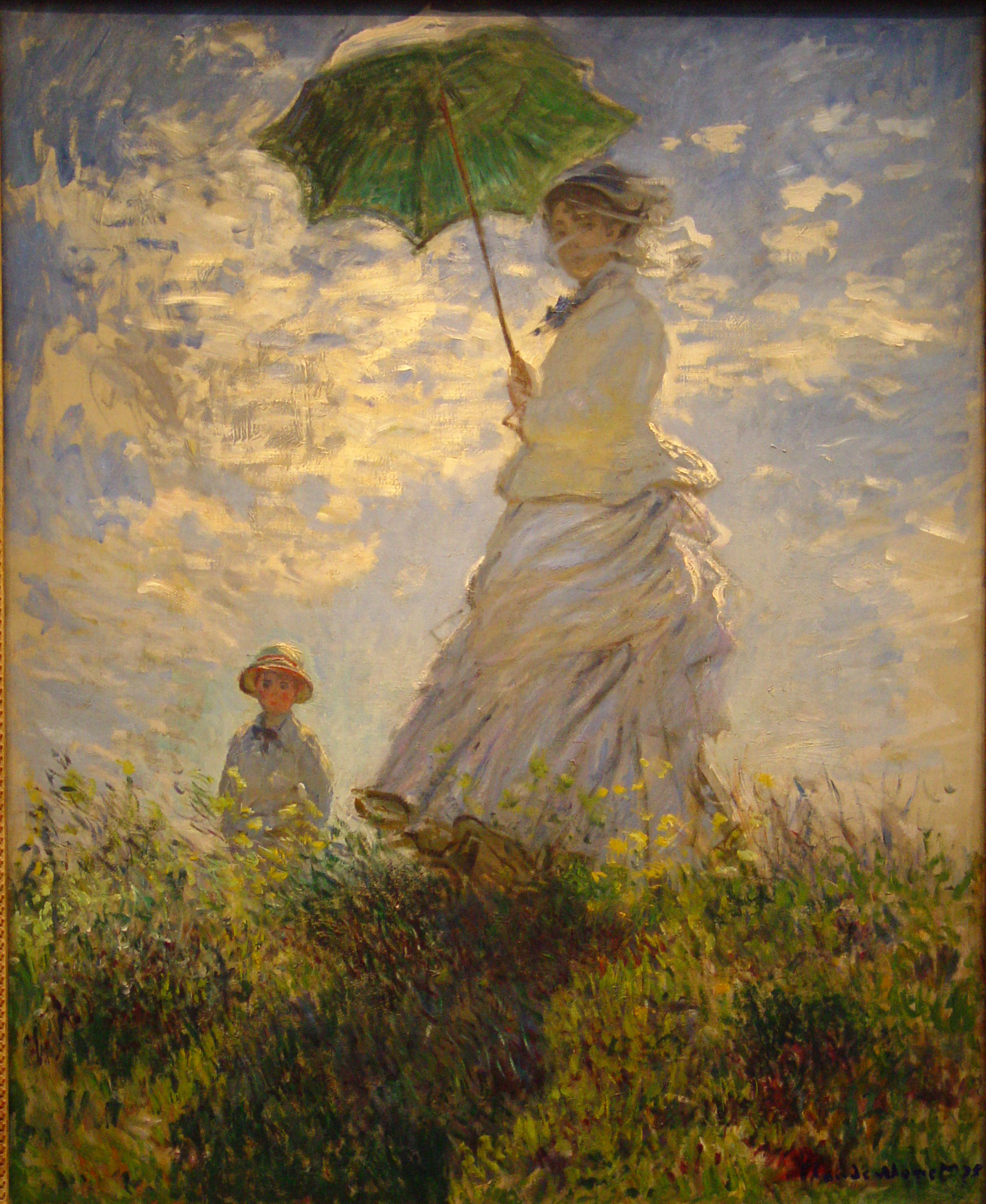
La Promenade (1875) tableau de Claude Monet. À la fin du XIXe siècle, dans certaines couches de la société, on se protège du soleil par des vêtements longs, ombrelles et chapeaux (enfant à l'arrière-plan).

Niels Ryberg Finsen obtint en 1903 le prix Nobel de médecine pour son actinothérapie (thérapie par les rayons lumineux, infrarouges et ultraviolets). Il soignait des maladies infectieuses comme le lupus vulgaris (tuberculose), l'anémie et le rachitisme. On comprit que le rachitisme était provoqué par une carence en vitamine D et que l'exposition au soleil favorisait son développement dans le corps humain.
En 1920, Coco Chanel, souffrit malencontreusement d'un coup de soleil lorsqu'elle se rendit sur la Côte d'Azur. Selon la légende, ses admirateurs apprécièrent son apparence et commencèrent à adopter ce genre de coloration de la peau. La peau pigmentée par le soleil serait devenue un attribut de la mode en partie à cause du statut de Coco Chanel et du mimétisme de son public pour son style de vie. À peu près au même moment les Parisiens eurent un coup de cœur pour Joséphine Baker, la chanteuse métisse. Certains de ses fans auraient voulu imiter sa pigmentation. Selon la doxa, ces deux vedettes contribuèrent à établir la mode de la peau pigmentée signe de beauté, santé, réussite et luxe. Dès les années 1930, le bronzage devient ainsi une mode incontournable et un « must » social. Ce phénomène fut amplifié en France par les congés payés de 1936.
Dans les années 1940, les magazines féminins publièrent des publicités qui encourageaient les bains de soleil. À cette époque la couverture du corps par les maillots de bain commença à se réduire. En 1946, Louis Réard imagina le bikini. L'héliotropisme se démocratise et le bronzage populaire apparaît à la fin des années 1950 par la concentration des vacances en été d’abord dans les lieux élevés d’air pur puis à la mer (50 % des congés d'été se passent à la mer en 1964). La pratique d'utiliser de l'huile pour bébé pour accélérer la pigmentation solaire de la peau se développe parallèlement. Les premiers produits solaires apparurent dans ces années : ils avaient souvent pour effet de donner à la peau une coloration orangée.
Ainsi, progressivement, dans la seconde moitié du XXe siècle en Occident, la tendance se renverse. Le teint hâlé par le soleil (visage et corps) est signe de succès et propre à ceux qui ont des loisirs de plein air (montagne, ski, nautisme, randonnée, voyage dans les pays méridionaux) et donc signe d'aisance financière. Les fonds de teint et éventuellement les crèmes auto-bronzantes viennent répondre à ce besoin de paraître bronzé. Le commerce des crèmes solaires se développe : protection à degrés multiples, crèmes après soleil. D'autres accessoires plus folkloriques mais prétendument efficaces viennent sur le marché : matelas pneumatique à réflecteur incorporé, parasol filtrant les UV, lampes et cabine de bronzage, etc. Le fait que les rayons solaires aident à fixer la vitamine D contribue à renforcer l'idée qu'une peau cuivrée par le soleil reflète un corps sain tandis qu'une peau blanche exprime l'anémie, le manque d'énergie voire la déprime.
La mode de la peau hâlée est accentuée par une érotisation de plus en plus massive de la vie sociale combinée avec un développement des activités sportives comme loisirs. À titre d'exemple, on jouait jadis au tennis en pantalon ou jupe mi-longue tandis qu'à la fin du XXe siècle, les shorts, mini-jupes et chemises sans manches, largement décolletées, sont la règle.
Il est aussi intéressant de voir le changement de comportement des Européens face à l'exposition au soleil dans les zones tropicales. Au début du XXe siècle pour leurs sorties au soleil africain, les explorateurs, missionnaires et colons s'équipent tous du casque colonial pour éviter le « coup de bambou ». « Notre grand ennemi, en Afrique, c’est le soleil » écrivit le docteur Schweitzer dans À l’orée de la forêt vierge en 1923 ; le soleil est encore l'ennemi récurrent de L'Étranger d'Albert Camus en 1942. Le casque est progressivement remplacé par des couvre-chefs plus légers : képis, casquettes, chapeaux de toile en combinaison ou non avec des lunettes de soleil. Actuellement, la protection du rayonnement solaire dans les zones tropicales pour les personnes à la peau claire se limite au port d'un chapeau léger ou à organiser une exposition progressive pour stimuler la pigmentation progressive de l'épiderme, avec le recours fréquent à de la crème solaire.
En 1971, on vit apparaître la poupée Barbie-Malibu qui avait la peau pigmentée, des lunettes de soleil et son flacon de crème solaire. C'est dans les années 1970 qu'apparurent les premiers systèmes commerciaux de bronzage (les lampes puis les bancs solaires). On estime qu'en 2009, il y a dans le monde 50 000 boutiques de bronzage alors qu'en 1990 il n'y en avait que 10 000.

## Processus

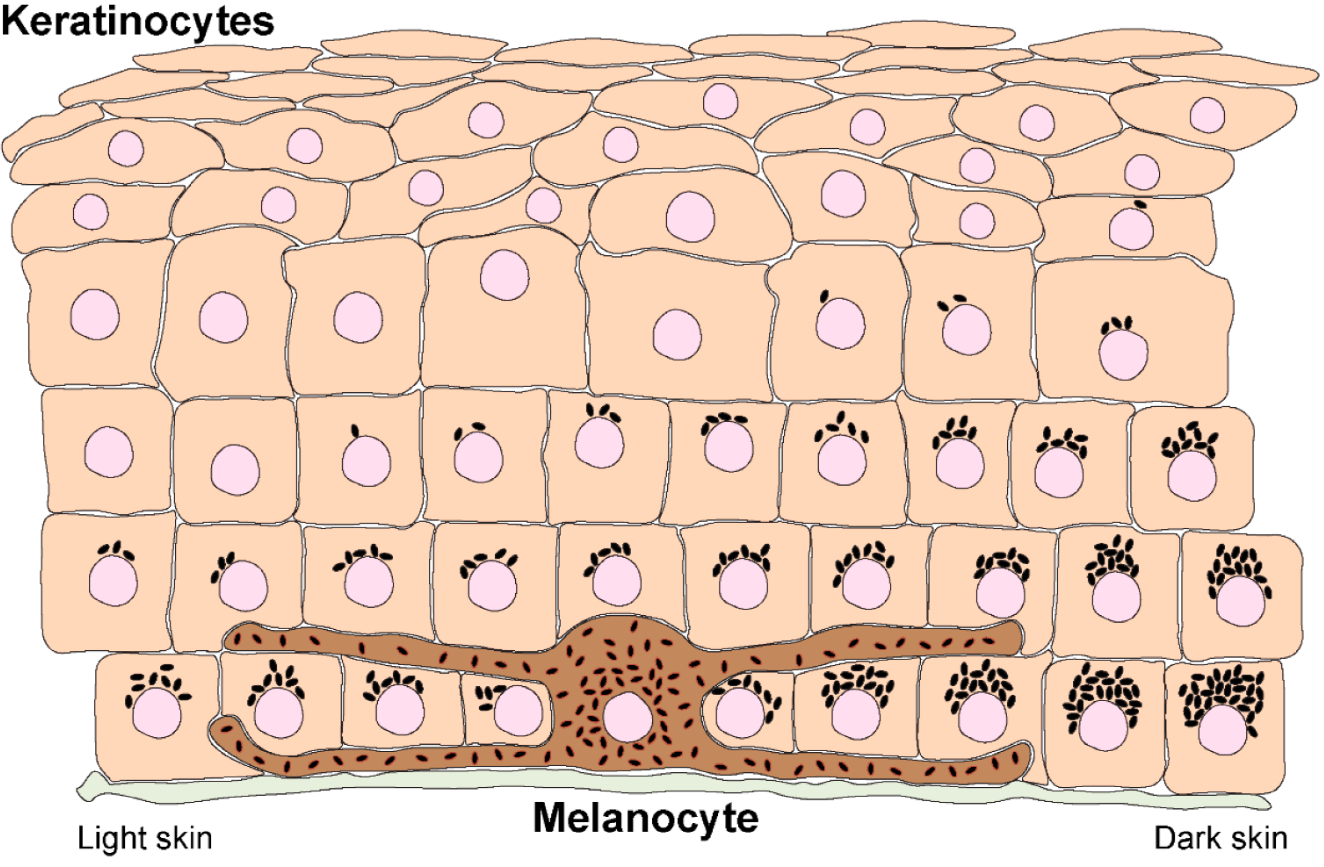
Distribution des mélanosomes dans les kératinocytes selon les types de peau. Chez les personnes à peau foncée, le microparasol est constitué de mélanosomes qui apparaissent plus nombreux et plus largement répartis que chez les personnes à peau claire.

Les UV induisent deux types de pigmentation : une pigmentation immédiate ou directe (appelée phénomène de Meirowsky (en) du nom du dermatologue qui le découvre en 1909) qui apparaît quelques minutes après l'exposition aux UV-A et à la lumière visible et ne dure que quelques heures. Cette pigmentation transitoire et non protectrice correspond à une photo-oxydation des précurseurs de mélanines et est à l'origine du « hâle du soir », légère coloration brun grisâtre visible surtout à l'ombre et plus terne que le hâle cuivré de la pigmentation tardive ; une pigmentation retardée ou indirecte qui correspond au bronzage et est essentiellement déclenchée par les UV-B. Elle débute deux à trois jours après l'exposition et atteint son maximum en deux à trois semaines (en fonction de la dose d'UV et de la couleur de la peau) puis disparaît progressivement avec la desquamation de la peau. Contrairement au phénomène de Meirowsky, cette pigmentation protectrice correspond à une véritable stimulation des mélanocytes qui synthétisent dans le réticulum endoplasmique rugueux la tyrosinase, enzyme permettant la dégradation de la tyrosine venue des capillaires sanguins en mélanines. 
Le mécanisme du bronzage est double :
1. Sous l'action des rayons ultraviolets, les kératinocytes, cellules de la couche superficielle de la peau, vont se multiplier et la rendre plus solide et moins perméable aux rayonnements ;
2. La production de mélanine par les mélanocytes est stimulée. Les granules de mélanine appelés mélanosomes, ont la propriété d'absorber les rayons ultraviolets génotoxiques (UV-B) et donc de protéger la peau. Ces mélanosomes sont présents préférentiellement au-dessus des noyaux des kératinocytes basaux où ils forment un microparasol (coiffe supranucléaire) qui les protège des rayonnements solaires et de l'induction de dégâts à l'ADN, le duo mélanocyte-kératinocyte jouant un rôle primordial pour assurer la photoprotection adaptative de la peau d'un individu[15],[16]. C'est ce processus qui donne à la peau cette teinte mate, dorée, brune spécifique au bronzage.

Sous l'effet des UV, les kératinocytes sécrètent l'hormone alpha-MSH par scission de la proopiomélanocortine (POMC), grâce à l'action d’une protéine appelée p53. L'alpha MSH s'attache aux mélanocytes et stimule la production de mélanine. P53 étant également une protéine produite en cas de stress, cela pourrait expliquer l'hyperpigmentation qui apparait parfois, particulièrement chez les personnes âgées, en cas d'irritation prolongée de la peau.
Par ailleurs, la formation d'alpha-MSH à partir de POMC produisant de l'endorphine b supposée contribuer à un sentiment de bien-être, David E. Fisher, directeur de la recherche ayant mis en évidence le rôle de la protéine p53 dans le bronzage, propose que la libération d’endorphine lors de ce processus pourrait encourager les gens à s'exposer au soleil[réf. nécessaire].
Après 30 ans, le nombre des mélanocytes diminue de 10 à 20 % par décennie, d'où une plus grande difficulté à bronzer. La surproduction de radicaux libres liés aux expositions solaires engendre le photovieillissement (en) qui se traduit par l'accentuation des rides et l'apparition de lentigos séniles ou solaires sur les zones photo-exposées (avant-bras, jambes, mains).

## Bronzage et vitamine D
Les rayons ultraviolets B (UVB) du Soleil permettent le bronzage et la formation de cholécalciférol (vitamine D3) à partir du 7-déshydrocholestérol, dérivé du cholestérol normalement présent dans l'organisme (le HDL). Cette vitamine est également présente en abondance dans certains aliments, notamment les poissons gras. Les personnes à la peau mate ont besoin d'une durée d'exposition au soleil plus longue que les personnes dont la peau est claire pour synthétiser la même quantité de vitamine D. Par ailleurs, les personnes à la peau mate bronzent plus rapidement que les personnes à la peau claire car la quantité de mélanine est beaucoup plus présente naturellement.
En hiver ou lorsque l'ensoleillement est rare, une supplémentation en cholécalciférol — vitamine D3 — est possible pour les personnes qui n'en consomment pas suffisamment à travers leur alimentation.

## Conséquences de l'exposition au soleil sur la santé
La protection offerte par la peau face aux radiations ultraviolettes n'est pas parfaite. Le bronzage est un processus lent, la peau reste donc très vulnérable lors des premières heures d'exposition. La surexposition aux rayons du Soleil (ou aux rayons ultraviolets artificiels), notamment pendant l'enfance et pour les peaux les plus claires, accroit le risque de cancer de la peau.

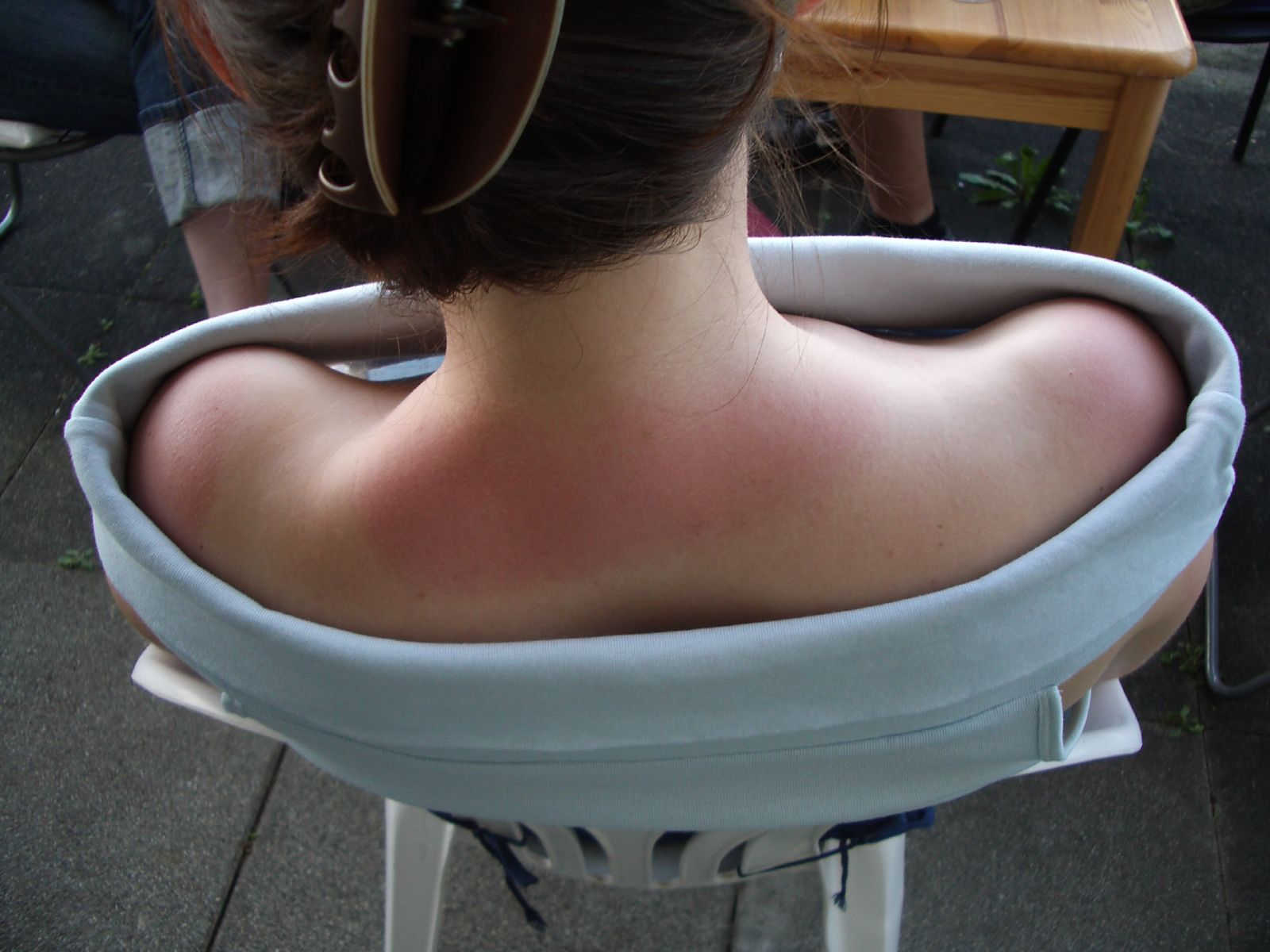
Coup de soleil sur les épaules et la nuque à la suite d'une exposition excessive aux rayons solaires.

Les principaux facteurs de risque favorisant les cancers de la peau sont :
- l'hérédité ;
- l'abus d'exposition au soleil avant l’âge adulte ;
- la faible pigmentation, chez les roux et les blonds à teint laiteux ;
- les composés de goudron, créosote, d'arsenic et/ou radium lorsque côtoyés régulièrement ;
- les régimes alimentaires riches en gras.

Par ailleurs, l'exposition au soleil peut réduire l'efficacité du système immunitaire.
Cependant une exposition minimale au soleil permet à l'organisme de produire de la vitamine D (également présente dans l'alimentation), qui joue un rôle dans la consolidation de la masse osseuse et dans le sommeil.

## Chez les animaux
Une expérience menée à Hawaï a montré que les requins-marteaux juvéniles sont sujets au bronzage lors de leur phase de croissance à faible profondeur (inférieure ou égale à 1 m) : leur épiderme subit une augmentation de la mélanine cutanée qui brunit la peau de leur dos.